# معركة الموصل (1107)
معركة الموصل 1107 كانت معركة غزا فيها السلطان السلجوقي قلج أرسلان الأول الموصل في عام 1107. ولكنه هزم من قبل محمد بن ملكشاه سلطان السلاجقة الأعظم بدعم من الأرتقيين ورضوان بن تتش والي حلب في معركة نهر الخابور.
لم يلبث قلج أرسلان أن قرَّر ضم الموصل قصبة الجزيرة الفُراتيَّة وذلك بعد أن استدعاه أميرها زنكي بن جكرمش ذو الحادية عشر ربيعًا، وطلب منهُ المُساعدة ضدَّ الأمير جاولي سقاوه -الذي كان قد ولَّاه السُلطان مُحمَّد بن ملكشاه على الموصل وأعمالها- فأتى واشتبك مع جكرمش الذي رفض تسليم ما تحت يديه من بلاد، فهُزم ووقع في أسر السلاجقة، وأُجلس ابنه زنكي على تخت الإمارة، لكنَّهُ لمَّا كان عديم الخبرة وقليل الحيلة، راسل السُلطان قلج أرسلان ووعده بِتسليمه الموصل وأعمالها إن أنجده. ولمَّا علم جاولي بِمسير قلج أرسلان، وأدرك أنَّ لهُ من القُوَّة ما لا يستطيع مُجابهته في معركةٍ سافرة، عزم على تكوين حلفٍ مُناهضٍ له لِيُقوِّي موقفه، فتفاوض مع أمير حلب رضوان بن تُتُش واتفقا على طرد قلج أرسلان من الموصل ثُمَّ التعاون ضدَّ الصليبيين وطردهم من البلاد التابعة لِإمارة حلب. وفي غُضُون ذلك كان قلج أرسلان قد وصل الموصل ودخلها، فاستقبله سُكَّانُها استقبالًا حافلًا، وعاملهم هو بِكُلِّ تقديرٍ واحترام، وأجرى بعض التغييرات الإداريَّة، منها أنَّهُ أسقط اسم السُلطان مُحمَّد بن ملكشاه من الخطبة، وخطب لِنفسه بعد الخليفة العبَّاسي، وأحسن إلى الجُنُود، ورفع الرُسُوم المُحدثة عن الناس، وعدل فيهم. وماإن فرغ من ترتيب أوضاع المدينة حتَّى قرَّر مُحاربة جاولي، فغادر الموصل على رأس جيشه وسار حتَّى لقي عدُوَّه قريبًا من نهر الخابور، فاشتبك الجيشان في معركة الموصل الطاحنة وأسفرت عن انتصارٍ واضحٍ لِجاولي، وحاول قلج أرسلان الفرار، فألقى بِنفسه في النهر، لكنَّهُ قضى نحبه غرقًا. ثُمَّ عاد جاولي بعد انتصاره إلى الموصل واستولى عليها، وقبض على ملكشاه بن قلج أرسلان وأرسله أسيرًا إلى السُلطان مُحمَّد، وأعاد الخطبة له.